# Pachyschelus psychotriae
Pachyschelus psychotriae es una especie de escarabajo joya del género Pachyschelus, familia Buprestidae. Fue descrita científicamente por Fisher en 1931.